# Az óriásölő
Az óriásölő (eredeti cím: Jack the Giant Slayer) 2013-ban bemutatott amerikai fantasy-kalandfilm, melyet Darren Lemke és David Dobkin történetéből Bryan Singer rendezett. A forgatókönyvíró Lemke, Christopher McQuarrie és Dan Studney, producerei Neal H. Moritz, Dobkin, Singer, Patrick McCormick és Ori Marmur. A főszerepet Nicholas Hoult, Eleanor Tomlinson, Stanley Tucci, Ian McShane, Bill Nighy és Ewan McGregor alakítja.
A film premierje 2013. február 26-án volt Hollywoodban. Az Amerikai Egyesült Államokban 2013. március 1-én jelent meg, Magyarországon március 28-án mutatták be szinkronizálva az InterCom Zrt. jóvoltából. Általánosságban vegyes kritikákat kapott az értékelőktől, bevételi szempontból nem teljesített jól.
A történet a „Jack, az óriásölő” és a „Jack és a paszuly” című brit meséken alapszik. A történetben Jack, egy fiatal parasztfiú véletlenül megnyit egy kaput az óriások égi földjére, ami után meg kell mentenie egy hercegnőt az óriásfajtól.

## Cselekmény
Cloister Királyságában Jacket, a fiatal parasztfiút lenyűgözi Erik legendája, egy ősi királyé, aki egy mágikus koronával irányítva legyőzte az égboltról betörő óriások seregét. Ezzel egy időben Isabelle hercegnőt is lenyűgözi ugyanez a legenda.
Tíz évvel később Jack bemegy a városba, hogy eladja a lovát, hogy ezzel támogassa nagybátyja farmját. Ott Jack észreveszi Isabelle-t, és beleszeret, miután megvédi a becsületét egy csapat kötekedőtől. Eközben Lord Roderick visszatér a dolgozószobájába, amit egy szerzetes kirabolt. A szerzetes felajánl Jacknek néhány varázsbabot, amit Rodericktől lopott, cserében Jack lováért.
Visszatérve a kastélyba, Isabelle összeveszik apjával, Brahmwell királlyal, mivel ő fel akarja fedezni a királyságot, de a király nem engedi, és azt akarja, hogy maradjon és menjen hozzá Roderickhez.
Hasonlóképpen Jack nagybátyja megszidja őt, amiért ostobán viselkedett és rossz üzletet kötött a vásárban, a földre dobja a babot, és elhagyja a házat.
A szabadságra elszánt Isabelle kioson a kastélyból, és Jack házában keres menedéket az eső elől. Ahogy esik az eső, az egyik bab gyökeret ereszt, és hatalmas babszárrá nő, amely az égbe viszi a házat és benne Isabelle-t, miközben Jack a földre esik.
Jack, Roderick és Roderick kísérője, Wicke önként jelentkeznek, hogy csatlakozzanak a király lovagjaihoz, akiket Elmont és második embere, Crawe vezet, és Isabelle keresésére felmásznak a babszárra. Mászás közben Roderick és Wicke elvágják a biztosítókötelet, és ezzel szándékosan megölnek néhány lovagot. A csúcson felfedezik az óriások birodalmát, és úgy döntenek, hogy két csoportra oszlanak: az egyikbe Jack, Elmont és Crawe, a másikba pedig Roderick és Wicke kerül, de csak azután, hogy Roderick erőszakkal elveszi Jacktől a maradék babot (bár Jacknek sikerül egyet megmentenie magának).
Jack csoportját csapdába ejti egy óriás, aki foglyul ejti Elmontot és Crawe-t, míg Jack megszökik. Eközben Roderick csoportja két másik óriással találkozik; az egyik megeszi Wicke-et, de mielőtt a másik ugyanezt megtehetné Roderickkel, Roderick felveszi a mágikus koronát.
Jack követi az óriást az erődjükhöz, ahol az óriások kétfejű vezetője, Fallon, megölte Crawe-t. Jack ott találja fogva Isabelle-t és Elmontot. Miközben az óriások arra készülnek, hogy megölik megmaradt foglyaikat, Roderick besétál, és a koronát viselve rabszolgasorba taszítja az óriásokat. Azt mondja az óriásoknak, hogy hajnalban megtámadják Cloistert, és engedélyt ad nekik, hogy megegyék Isabelle-t és Elmontot. Jack megmenti Isabelle-t és Elmontot, miközben az egyik óriás éppen Elmontot készül megsütni.
A trió a babszár felé veszi az irányt, ahol Jack a babszárat őrző óriás lezuhanását okozza a birodalom széléről. Az óriás testét látva Brahmwell elrendeli, hogy vágják le a babszárat, hogy elkerüljék az óriások invázióját.
Jack és Isabelle elindulnak lefelé a paszulyszáron, míg Elmont marad, hogy szembeszálljon Roderickkal. Elmont megöli Rodericket, de Fallon elveszi a koronát, mielőtt Elmont igényt tarthatna rá, és Elmont kénytelen leszökni a babszáron. Jack, Isabelle és Elmont mind túlélik a zuhanást, miután a babszárat levágták. Amikor mindenki hazatér, Jack figyelmezteti a királyt, hogy az óriások Roderick babjaiból paszulyokat készítenek, hogy leereszkedjenek a Földre, és megtámadják Cloistert.
Az óriások Jacket, Isabelle-t és Brahmwellt a kastélyig üldözik, ahol Elmont olajjal tölti meg a várárkot, és felgyújtja. Fallon beleesik a várárokba, amikor alulról akar betörni a várba. Miközben az ostrom folytatódik, Fallon elfogja Jacket és Isabelle-t, de Jack az utolsó babszemet Fallon torkába dobja, mielőtt az óriás megehetné a hercegnőt, amitől egy babszem széttépi Fallon testét. Jack felveszi a koronát, és azt viselve visszaparancsolja az óriásokat a birodalmukba.
Jack és Isabelle összeházasodnak, és gyermekeiknek mesélik az óriások történetét. Az idő múlásával a varázskoronából Szent Edward koronája készül, és azóta a Londoni Towerben őrzik.

## Szereplők
| Szerep             | Színész              | Magyar hang    |
| ------------------ | -------------------- | -------------- |
| Jack               | Nicholas Hoult       | Szatory Dávid  |
| Isabelle           | Eleanor Tomlinson    | Gáspár Kata    |
| Lord Roderick      | Stanley Tucci        | Csankó Zoltán  |
| Brahmwell király   | Ian McShane          | Mihályi Győző  |
| Fallon tábornok    | Bill Nighy           | Rosta Sándor   |
| Elmont             | Ewan McGregor        | Anger Zsolt    |
| Crawe              | Eddie Marsan         | Józsa Imre     |
| Wicke              | Ewen Bremner         | Szabó Máté     |
| Monk               | Simon Lowe           | Csuha Lajos    |
| Nagybácsi          | Christopher Fairbank | Benkő Péter    |
| A tábornok fejese  | John Kassir          | Pálfai Péter   |
| Jack apja          | Tim Foley            | Zöld Csaba     |
| Elisabeth királynő | Tandi Wright         | Czirják Csilla |

## A film készítése
Az óriásölő fejlesztése 2005-ben kezdődött, amikor Lemke először felvetette az ötletet. D. J. Carusót 2009 januárjában vették fel a film rendezőjének, de ugyanezen év szeptemberében Carusót Singer helyettesítette, aki McQuarrie-t és Studney-t bízta meg a forgatókönyv átdolgozásával. A főszereplőket 2011 február és március között gyűjtötték össze, a forgatás pedig 2011 áprilisában kezdődött az angliai Somersetben, Gloucestershire-ben és Norfolkban. A film tervezett kiadásának dátumát visszavonták az utómunkálatok miatt, hogy több idő maradjon a speciális effektusokra és a marketingre.

## Bemutató
Az óriásölő bemutatója 2013. február 26-án volt a kaliforniai Hollywoodban, a TCL Chinese moziban.

## Médiakiadás
2013 áprilisában a Warner Bros. Home Entertainment kaidta az Óriásölőt 3D-n, Blu-ray Disc-en és DVD-n. A lemezeket 2013. június 18-án adták ki két kiadásban; háromlemezes 3D / Blu-ray / DVD pakk és kétlemezes Blu-ray / DVD pakk. Mindkét változat tartalmazza a „Become a Giant Slayer” rövidfilmet, törölt jeleneteket, bakiparádét és a film digitális példányát.

## Számlista
| Jack The Giant Slayer: Original Motion Picture Soundtrack | Jack The Giant Slayer: Original Motion Picture Soundtrack | Jack The Giant Slayer: Original Motion Picture Soundtrack | Jack The Giant Slayer: Original Motion Picture Soundtrack | Jack The Giant Slayer: Original Motion Picture Soundtrack | Jack The Giant Slayer: Original Motion Picture Soundtrack | Jack The Giant Slayer: Original Motion Picture Soundtrack | Jack The Giant Slayer: Original Motion Picture Soundtrack | Jack The Giant Slayer: Original Motion Picture Soundtrack | Jack The Giant Slayer: Original Motion Picture Soundtrack |
| #                                                         | Cím                                                       | Hossz                                                     |                                                           |                                                           |                                                           |                                                           |                                                           |                                                           |                                                           |
| --------------------------------------------------------- | --------------------------------------------------------- | --------------------------------------------------------- | --------------------------------------------------------- | --------------------------------------------------------- | --------------------------------------------------------- | --------------------------------------------------------- | --------------------------------------------------------- | --------------------------------------------------------- | --------------------------------------------------------- |
| 1.                                                        | Jack and Isabelle (Theme from Jack the Giant Slayer)      | 3:56                                                      |                                                           |                                                           |                                                           |                                                           |                                                           |                                                           |                                                           |
| 2.                                                        | Logo Mania                                                | 1:00                                                      |                                                           |                                                           |                                                           |                                                           |                                                           |                                                           |                                                           |
| 3.                                                        | To Cloister                                               | 1:28                                                      |                                                           |                                                           |                                                           |                                                           |                                                           |                                                           |                                                           |
| 4.                                                        | The Climb                                                 | 2:41                                                      |                                                           |                                                           |                                                           |                                                           |                                                           |                                                           |                                                           |
| 5.                                                        | Fee Appears                                               | 3:16                                                      |                                                           |                                                           |                                                           |                                                           |                                                           |                                                           |                                                           |
| 6.                                                        | How Do You Do                                             | 2:23                                                      |                                                           |                                                           |                                                           |                                                           |                                                           |                                                           |                                                           |
| 7.                                                        | Why Do People Scream?                                     | 3:17                                                      |                                                           |                                                           |                                                           |                                                           |                                                           |                                                           |                                                           |
| 8.                                                        | Story of the Giants                                       | 3:22                                                      |                                                           |                                                           |                                                           |                                                           |                                                           |                                                           |                                                           |
| 9.                                                        | Welcome to Gantua                                         | 4:12                                                      |                                                           |                                                           |                                                           |                                                           |                                                           |                                                           |                                                           |
| 10.                                                       | Power of the Crown                                        | 1:21                                                      |                                                           |                                                           |                                                           |                                                           |                                                           |                                                           |                                                           |
| 11.                                                       | Not Wildly Keen on Heights                                | 2:19                                                      |                                                           |                                                           |                                                           |                                                           |                                                           |                                                           |                                                           |
| 12.                                                       | Top of the World                                          | 2:30                                                      |                                                           |                                                           |                                                           |                                                           |                                                           |                                                           |                                                           |
| 13.                                                       | The Legends Are True / First Kiss                         | 3:43                                                      |                                                           |                                                           |                                                           |                                                           |                                                           |                                                           |                                                           |
| 14.                                                       | Roderick's Demise / The Beanstalk Falls                   | 5:36                                                      |                                                           |                                                           |                                                           |                                                           |                                                           |                                                           |                                                           |
| 15.                                                       | Kitchen Nightmare                                         | 3:24                                                      |                                                           |                                                           |                                                           |                                                           |                                                           |                                                           |                                                           |
| 16.                                                       | Onward and Downward!                                      | 3:19                                                      |                                                           |                                                           |                                                           |                                                           |                                                           |                                                           |                                                           |
| 17.                                                       | Waking a Sleeping Giant                                   | 2:21                                                      |                                                           |                                                           |                                                           |                                                           |                                                           |                                                           |                                                           |
| 18.                                                       | Chase to Cloister                                         | 5:19                                                      |                                                           |                                                           |                                                           |                                                           |                                                           |                                                           |                                                           |
| 19.                                                       | Goodbyes                                                  | 2:29                                                      |                                                           |                                                           |                                                           |                                                           |                                                           |                                                           |                                                           |
| 20.                                                       | The Battle                                                | 5:31                                                      |                                                           |                                                           |                                                           |                                                           |                                                           |                                                           |                                                           |
| 21.                                                       | Sniffing Out Fear / All is Lost                           | 5:07                                                      |                                                           |                                                           |                                                           |                                                           |                                                           |                                                           |                                                           |
| 22.                                                       | The New King / Stories                                    | 4:17                                                      |                                                           |                                                           |                                                           |                                                           |                                                           |                                                           |                                                           |
| 1:12:51                                                   |                                                           |                                                           |                                                           |                                                           |                                                           |                                                           |                                                           |                                                           |                                                           |

## Díjak és jelölések
| Díjak | Díjak                            | Díjak                                | Díjak       | Díjak    | Díjak      |
| Év    | Díj                              | Kategória                            | Átvevő      | Eredmény | Hivatkozás |
| ----- | -------------------------------- | ------------------------------------ | ----------- | -------- | ---------- |
| 2013  | Phoenix Filmkritikusok Társasága | Az év figyelmen kívül hagyott filmje | Az óriásölő | Jelölve  | [ 3 ]      |
| 2013  | Phoenix Filmkritikusok Társasága | Legjobb vizuális effekt              | Az óriásölő | Jelölve  | [ 3 ]      |
| 2013  | BMI Film & TV díj                | Filmzene-díj                         | John Ottman | Elnyerte |            |
| 2014  | Szaturnusz-díj                   | Legjobb fantasyfilm                  | Az óriásölő | Jelölve  |            |

## Fordítás
- Ez a szócikk részben vagy egészben  a   Jack the Giant Slayer című angol Wikipédia-szócikk fordításán alapul.  Az eredeti cikk szerkesztőit annak laptörténete sorolja fel. Ez a jelzés csupán a megfogalmazás eredetét és a szerzői jogokat jelzi, nem szolgál a cikkben szereplő információk forrásmegjelöléseként.